# Stenetrium vemae
Stenetrium vemae is een pissebed uit de familie Stenetriidae. De wetenschappelijke naam van de soort is voor het eerst geldig gepubliceerd in 1980 door Brian Frederick Kensley.